# Dendropaemon silvanus
Dendropaemon silvanus är en skalbaggsart som beskrevs av Blut 1939. Dendropaemon silvanus ingår i släktet Dendropaemon och familjen bladhorningar. Inga underarter finns listade i Catalogue of Life.